# Liou Chuej
Liou Chuej (čínsky pchin-jinem Liú Huī, znaky zjednodušené 刘徽, tradiční 劉徽; aktivní v 3. století) byl čínský matematik z říše Cchao Wej během období období tří říší v dějinách Číny. V roce 263 vydal knihu, která přinášela řešení problémů uvedených v klasické čínské knize matematiky Devět kapitol matematického umění.
Spolu s Cu Čchung-č’em patřil k největším matematikům starověké Číny. Mezi jeho matematické úspěchy patří:
- Algoritmus na výpočet čísla π s libovolnou přesností. Sám vypočítal, že {\displaystyle \pi =3,1416}.
- Gaussova eliminační metoda.